# Пакетный Ассемблер/Дизассемблер
Пакетный Ассемблер/Дизассемблер (сокращённо ПАД или англ. PAD) представляет собой устройство связи, которое обеспечивает множественную оконечную связь с сетями X.25 (сети с коммутацией пакетов) или с узлом этой сети. Он собирает данные от группы терминалов и помещает данные в X.25 пакеты (ассемблер). ПАД также делает обратную функцию, он берёт пакеты с данными из сети с коммутацией пакетов или от узлового компьютера и возвращает их в поток символов, которые могут посылаться терминалам. 

## МСЭ-Т (Трипл-X PAD)
Структура PAD определяется МСЭ-Т в рекомендациях X.3, X.28 и X.29. Иногда её называют Трипл-X ПАД, из-за того, что её определяют три серии X рекомендаций. 
X.3 определяет параметры терминала для обработки функций, таких как скорость, контроль потока, характерное эхо, и другие, необходимые для соединения с хостом X.25. X.3 параметры аналогичны по своим функциям параметрам Telnet, действующим на сегодняшний день. 
X.28 определяет DTE-C интерфейс  (асинхронный символьный режим) к ПАД, в том числе команды для создания и завершения информационных соединений, а также для манипулирования параметрами X.3. Команды были очень неточными, похожими на команды модема Hayes. Многие коммерческие ПАД предусматривают улучшенный пользовательский интерфейс. 
X.29 определяет DTE-С интерфейс  (в режиме пакетной передачи)  к ПАД, то есть как ПАД инкапсулирует символы и управляющую информацию в X.25 пакетах. 
Соединение устанавливается с использованием  14-байтового X.25 адреса.

## Зеленая книга ПАД
Одна из английских Цветных Книг Протоколов, "Зелёная книга", определяет два протокола для работы с ПАД. "Зелёная книга" была разработана в БПГ Великобритании в 1970-х годах. Хотя Зелёная книга не идентична Трипл-Х, она достаточно похожа на X.3 и X.29. "Зелёная книга" также определяет TS29-протокол, широко используемый в Жёлтой Книге Транспортной службы, которая является одним из Цветных Книг Протоколов.

## ITP
ITP (Интерактивный терминальный протокол) был ранней версией протокола PAD, используемый в сетях X.25. ITP предшествовал Трипл-Х, и это абсолютно другой протокол. Научно-Исследовательский Совет (SERC) также использовал ITP в сетях SERCnet и продолжал разрабатывать ITP даже после появления EPSS. Хотя в конечном итоге ITP уступил Трипл-Х.